# Шампиньон тёмно-красный
Шампиньо́н тёмно-кра́сный (лат. Agaricus haemorrhoidarius) — гриб из рода Шампиньон (Agaricus) семейства Шампиньоновые (Agaricaceae). 
Научные синонимы:
- Psalliota haemorrhoidaria (Schulzer) Fr., 1874
- Fungus haemorrhoidarius (Schulzer) Kuntze, 1898

## Описание
Шляпка диаметром 8—12 см, выпуклая или коническая с тупой верхушкой, при созревании раскрывается до плоской. Кожица буро-коричневая, растрескивается на волокнистые чешуйки.
Мякоть белая, на срезе становится густо-красной, со слабым грибным или кисловатым запахом и мягким вкусом.
Ножка длиной 8—10 и диаметром 1,5—2 см, грязновато-белая, полая, ниже кольца чешуйчатая. В основании заметно утолщение, погружённое в почву.
Пластинки свободные, частые, у молодых грибов светло-розовые, краснеют от прикосновения.
Остатки покрывал: кольцо на ножке плёнчатое, широкое, свободно свисающее, коричневое.
Споровый порошок бурый.

## Экологияи распространение
Встречается относительно редко в лиственных лесах, на почве, под опадом, появляется небольшими группами.
Сезон лето — осень.

## Сходные виды
- Шампиньон лесной (Agaricus silvaticus) растёт в хвойных лесах.
- Шампиньон августовский (Agaricus augustus) с желтеющей мякотью и миндальным запахом.

## Пищевые качества
Съедобный гриб, считается вкусным.